# Манихейский бред
Манихейский бред, также бред манихейства, бредовой манихеизм, маниизм (лат. delirium manihaeismum) — наиболее остро протекающая разновидность антагонистического бреда, его описание впервые дали в 1922 году французские психиатры M. Dide и P. Giraud. Нередко отождествляют антагонистический и манихейский бред, а в некоторых случаях его относят к разновидностям бреда величия. В советской и российской психиатрии существует практика классификации манихейского бреда как одной из стадий онейроидного состояния.

## Описание
Манихейский бред характеризуется психической двойственностью. Это бред, при котором речь идёт о противоборстве, в соответствии с концепцией манихеизма, двух руководящих миром и противостоящих друг другу сил — добра и зла, бога света и бога тьмы. Больным в манихейском бреду всё происходящее рассматривается как выражение борьбы враждебных и доброжелательных сил (по отношению к нему лично или кому-либо ещё). В центре этой борьбы, имеющей обычно глобальное с точки зрения больного значение, находится личность больного; больной уверен, что борьба ведётся за его душу и проходит через его тело. При этом враги (преследователи) или, напротив, друзья (покровители) больного разнообразны — отдельные лица, партии, целые народы, а исход борьбы нередко прогнозируется роковым — атомная катастрофа, крушение мира, глобальная или даже вселенская победа «неверных», «тёмных сил» и т. д. Зачастую бред сопровождается экстатическим настроением и одновременно выраженным страхом.
Клиническое содержание этого феномена состоит в том, что психически больной человек ощущает себя стоящим на грани борьбы между силами добра и зла, ведущими последнюю решающую глобальную схватку (что сближает его с апокалиптическим бредом), сам же пациент находится на самом острие, на переднем участке этого фронта борьбы, становясь основной точкой приложения противоборствующих сторон, и за его душу сражаются глобальные силы Вселенной.
По своему содержанию манихейский бред имеет сродство с апокалиптическим, мистическим бредом, бредом мессианства. Формирование бредовой фабулы происходит в рамках галлюцинаторно-параноидного синдрома и часто получает наибольшее выражение в структуре парафренного и онейроидного синдромов. Объём содержания, продолжительность, механизмы бредообразования (галлюцинаторный, чувственный и бред воображения) определяются формой шизофренического психоза. В содержание бреда вплетены борьба сил добра и зла с соответствующими позитивными и негативными слуховыми галлюцинациями, которые носят противоречивый и взаимоисключающий характер. В этом отношении характерно изложение проблемы пациенткой:

Два раза в день я хожу в церковь и постоянно ношу с собой Библию, потому что мне трудно во всём самой разобраться. Сначала я не знала, что правильно, а где грех. Потом поняла, что во всём есть Бог и во всём есть дьявол. Бог меня успокаивает, а дьявол искушает. Пью, например, воду, сделала лишний глоток — грех, Бог помогает искупить — читаю молитвы, но потом появилось два голоса, один Бога, второй дьявола, и они стали спорить друг с другом и бороться за мою душу, и я запуталась.
— В. П. Самохвалов. Психиатрия:96
Смешанные состояния также могут характеризоваться чередованием депрессивно-параноидных и экспансивно-параноидных расстройств по типу психозов счастья — страха.
В англоязычной литературе часто используется термин манихейская паранойя, что, исходя из принятой международной классификации, не вполне верно, но является вполне устоявшимся названием того же заболевания.

## Оценка общественной опасности
Больные с острым манихейским бредом представляют существенную, зачастую смертельную опасность для окружающих, что определяется как морфологическими особенностями бреда и содержанием бредовых интерпретаций, так и тем, что для неспециалиста крайне затруднительно определить, что перед ним больной с тяжёлым психическим расстройством в стадии обострения, так как на первый взгляд отсутствуют ярко выраженные симптомы.
Вот, например, сравнительный анализ мотивации шахида-камикадзе и больного маниизмом, изложенный психиатром И. М. Беккером:

Возьмём для примера содержание суждений шахидов о том, что все неверные недостойны жизни и подлежат джихаду и сравним с высказываниями больного с манихейским бредом, где он является членом партии истинных мусульман, а весь остальной мир — партия неверных. В числе прочих бредовых высказываний, он также сообщает нам о том, что все неверные недостойны жизни и аллах призывает его на священную войну против партии неверных. И там и там эти высказывания не соответствуют объективной действительности, не разделяются большинством этнической общности традиционных мусульман. Эти мысли и идеи также овладевают сознанием шахида и сознанием бредового больного, их поведение подчинено им. Достаточно вспомнить поведение и высказывания девушек-смертниц во время последнего захвата заложников в Москве. Картинка убитой девушки-камикадзе, с застывшей улыбкой и открытыми глазами, устремлёнными в небо, обошла все телеэкраны мира. Нет необходимости долго говорить о том, что и скорректировать убеждения этих девушек или других таких же смертников так же невозможно, как и переубедить бредового больного.— И. М. Беккер. Размышления практического врача о феноменологических различиях феноменов бреда и фанатизма
Руководитель пресс-службы Гитлера рейхсляйтер О. Дитрих в своих мемуарах, вышедших под названием «Двенадцать лет с Гитлером» (переводной вариант — «Разоблаченный Гитлер»), утверждал, что Гитлер, вероятно, был одержим подобным бредом, навязав всему миру «манихейскую войну» (определение французского публициста Марселя де Рэ).
Известный политолог и государственный деятель США Збигнев Бжезинский в своём интервью в марте 2007 года высказал предположение, что президент США Буш-младший страдает манихейским бредом, что и обусловило принятие унаследованной идеи «Оси Зла» и создания идеи «войны с терроризмом» и т. д.